# 羅伯特·亞當
羅伯特·亞當 FRSE FRS FSA FRSA（1728年7月3日—1792年3月3日）是一位蘇格蘭新古典主義建築、室內設計、傢具設計師。他是威廉·亞當次子，并接受其教導，後和長兄約翰·亞當一起繼承了家業。
1754年前往羅馬与皮拉内西學藝，回國之後在倫敦和其弟詹姆斯·亞當一起工作，並發展出了“亞當風格”。因為對古物也很有研究，他成爲了當時最著名的建築師之一，對英格蘭和蘇格蘭的古典建築復興起著至關重要的影響。他的室內設計的影響力更是遠達歐美。1761年至1769年擔任国王御用建筑师。1968年至1974年擔任金羅斯郡議員。

## 生平

### 早年
1728年7月3日，亞當出生於法夫柯科迪，同年全家搬到愛丁堡。1734年起，亞當入读愛丁堡皇家中學，并在此學習了拉丁語。1743年秋進入愛丁堡大學，當時的必修課是希臘語、邏輯學、修辭學和自然哲學。亞當本人的選修課是數學，由牛顿学生、著名数学家科林·麥克勞林執教。另外還選修了亞歷山大·門羅的解剖學。1745年由於邦尼王子查理佔領愛丁堡而學習中斷，年末患上重病，纏綿病榻數月之久。
1746年康復之後開始和長兄約翰一起為父親打工，在威廉·亞當的項目諸如因弗雷里城堡和霍普顿庄园中幫過手。這時從他的早期手稿和素描中可以看出，相對做一個建築師來說，羅伯特·亞當更想成為一個藝術家。威廉·亞當死於1748年6月，給羅伯特留下了包括一座中世紀塔樓在內的房產。

### 愛丁堡建築師生涯

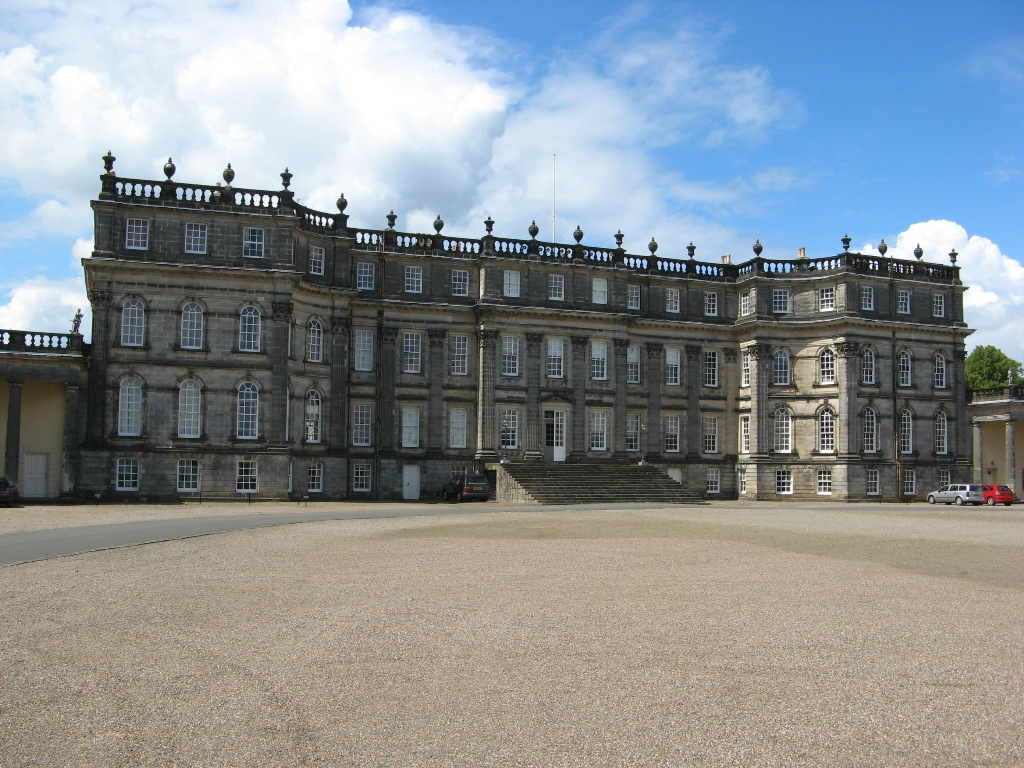
霍普顿庄园大門，由威廉·亞當設計，亞當兄弟改進

威廉·亞當死後，約翰·亞當繼承了家族產業和石匠領班的職位。隨後約翰邀請羅伯特入夥，後來詹姆斯·亞當也加入了其中。他們的第一個大項目是裝飾霍普頓莊園一層的國事公寓，隨後承建了敦弗里斯莊園。兄弟二人也是喬治堡的主要承包人。該項目起自1750年，接下來的十年中每個夏天二人都只爲此工作。從此羅伯特作為建築師的身份便逐漸確定下來。
1749年至1750年冬，亞當攜友約翰·霍姆倫敦旅行。此行中參觀了威尔顿庄园，他在此行中所繪的素描顯示出他早就建立起的對哥特式建築的興趣。
他在愛丁堡的友人還有亞當·福格森、 大衛·休謨、保羅·桑德比等。

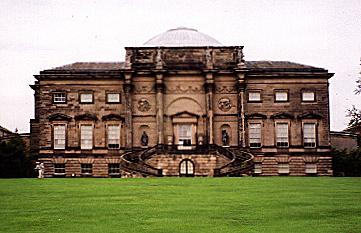
凯德尔斯顿庄园南門，由羅伯特·亞當基於君士坦丁凱旋門建成

### 壯遊

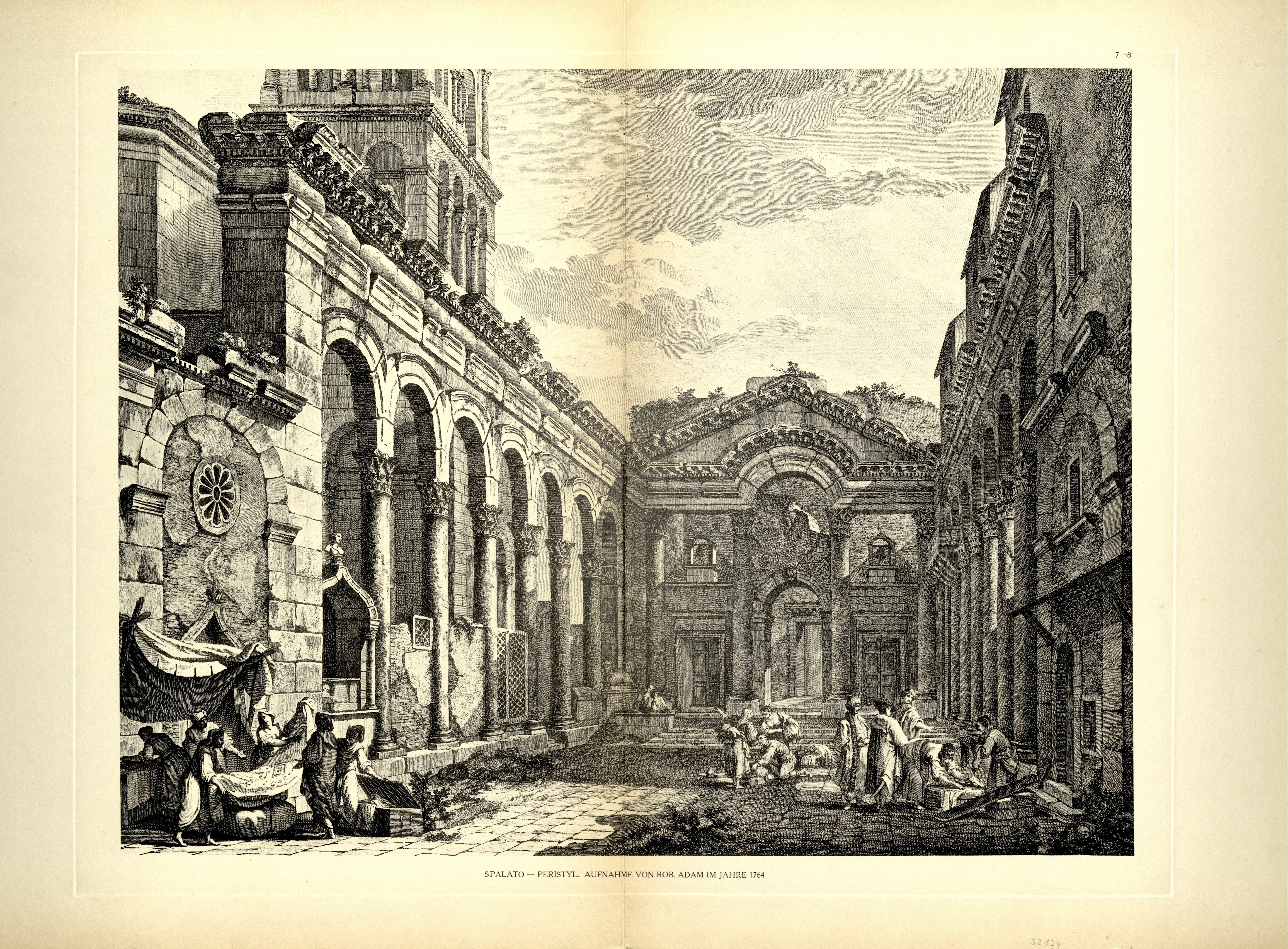
克羅地亞戴裡克先宮的列柱廊，羅伯特·亞當，繪于1764年

1754年10月3日，羅伯特·亞當和詹姆斯離開愛丁堡開始壯遊。在倫敦先參觀了倫敦市長官邸、沃爾布魯克聖司提反堂和聖保羅大教堂，并在托馬斯·桑德比的陪同下前往溫莎參觀溫莎大公園，逗留數日後，於10月28日從多佛跨過英吉利海峽抵達加來。在布魯塞爾見到了查理斯·霍普-韋爾，一同前往羅馬。他們在羅馬觀看戲劇并參加了化裝舞會，此外遊歷了許多名勝。隨後前往圖爾奈、里爾。1754年11月12日已到達巴黎，住在巴黎聖母院酒店（Hotel de Notre Dame）。
後來羅伯特·亞當再次前羅馬，在這裡一直待到了1757年，同時學習著古典建築和繪畫。他的導師包括建築師查理·路易-克里梭和藝術家乔瓦尼·巴蒂斯塔·皮拉内西，此外他還向歷史學家兼神學家約翰·約阿希姆·溫克爾曼學到了鑑別古物的技術。他曾和克里梭特地去戴克里先宮研究其遺址。

### 返回倫敦
1758年返回倫敦，並和詹姆斯·亞當開始了倫敦的事業。主要負責室內裝潢和傢具設計。當時帕拉第奧式建築頗為流行，羅伯特因此就此設計了數家鄉間別墅，但他同時又引入了古典羅曼式建築和巴洛克建築的元素。二人大獲成功。
1758年羅伯特·亞當被選為皇家文藝學會成員，1761年加入伦敦文物学会，同年與威廉·錢伯斯一起被任命King's Works。1768年當選金羅斯郡議員。

## 去世
羅伯特·亞當有長年的腸胃問題，病因可能是消化性潰瘍和大肠易激综合征。1792年3月1日在倫敦雅宝街11號病發，3日去世。
3月10日舉行葬禮，遺體下葬在西敏寺南部。送靈者是他的數名客戶：第三代巴克卢公爵亨利·斯科特、喬治·考文垂，第六代考文垂伯爵、詹姆斯·梅特蘭，第八代勞德戴爾伯爵、大衛·莫雷，第二代曼斯菲爾德伯爵、弗雷德里克·坎貝爾和威廉·普爾特尼。
預計到時日無多，死前一天他寫好了遺書。因為從未結婚，他的遺產都贈給了姐妹伊莉莎白和瑪格麗特·亞當。其讣告刊登在1792年3月號的《紳士雜誌》上。
他留下了將近9,000份圖稿，其中8,856件在1821年以200英鎊的價格被建築師約翰·索恩買下，現展覽於倫敦的約翰·索恩爵士博物館。